# Kanton Guingamp
Guingamp is een kanton van het Franse departement Côtes-d'Armor. Het kanton maakt deel uit van de arrondissementen Guingamp (7) en Saint-Brieuc (2).

## Gemeenten
Het kanton Guingamp omvatte tot 2014 de volgende 8 gemeenten:
- Coadout
- Grâces
- Guingamp (hoofdplaats)
- Moustéru
- Pabu
- Plouisy
- Ploumagoar
- Saint-Agathon

Na de herindeling van de kantons door het decreet van 13 februari 2014, met uitwerking op 22 maart 2015, omvat het volgende 9 gemeenten:
- Goudelin
- Grâces
- Guingamp
- Le Merzer
- Pabu
- Plouisy
- Ploumagoar
- Pommerit-le-Vicomte
- Saint-Agathon